# La Bâtie-Montgascon
La Bâtie-Montgascon é uma comuna francesa na região administrativa de Auvérnia-Ródano-Alpes, no departamento de Isère. Estende-se por uma área de 8,43 km². Em 2010 a comuna tinha 1 973 habitantes (densidade: 234 hab./km²).